# 尼提寧人
尼提寧人的祖先是在約書亞帶領以色列人攻佔迦南地時，以詭計欺騙約書亞以及以色列人，而得到約書亞發誓不將他們消滅的基遍人。他們被留在以色列民當中，擔任為神的殿作劈柴挑水的人。這些人的子孫，也得以住到耶路撒冷城內的俄斐勒。